# Hupda
Gli Hupda (o Hupde Maku) sono un gruppo etnico indigeno della Colombia e del Brasile, con una popolazione stimata in 1.500 individui nel 1997. Fanno parte del macrogruppo dei popoli Makù, insieme ai Kakwa, ai Nukak, agli Yuhupde, ai Dow e ai Nadöb.

## Lingua
Parlano un idioma (codice ISO 639: JUP) appartenente al gruppo delle lingue makù.

## Insediamenti
Vivono in Colombia e in Brasile, nei pressi dei fiumi Papuri e Tiquiê.  Alcuni sottogruppi sono nomadi e si spostano tra i confini di Brasile e Colombia.